# Benthogenia
Genre
Benthogenia est un genre d'étoiles de mer abyssales de la famille des Porcellanasteridae.

## Description
Comme tous les genres de la famille des Porcellanasteridae, les Benthogenia vivent enfouies dans le sédiment en grande profondeur (environnements bathyaux et abyssaux), mais les espèces de ce genre sont les seules à être trouvées à des profondeurs inférieures à 1 000 m. 
Benthogenia se distingue de toutes les autres Porcellanasteridae par la présence d'organes cribriformes entre toutes ses plaques marginales, du disque à l'extrémité des bras.

## Liste des espèces
Selon World Register of Marine Species (20 mai 2024) :
- Benthogenia cribellosa Fisher, 1911 - espèce type
- Benthogenia mahi Fau 2024

## Systématique
Le nom valide complet (avec auteur) de ce taxon est Benthogenia Fisher, 1911,. Son espèce type est Benthogenia cribellosa.

## Publication originale
- (en) Walter K. Fisher, « New genera of starfishes from the Philippine Islands », Proceedings of the United States National Museum, Washington, Government Printing Office, vol. 40, no 1827,‎ 1911, p. 415-427 (ISSN 0096-3801 et 2377-6560, OCLC 1259735, DOI 10.5479/SI.00963801.40-1827.415, lire en ligne).